# Edita Majić
Edita Majić (née le 24 janvier 1970 à Split) est une religieuse carmélite croate, ancienne actrice de théâtre et de cinéma. Son nom religieux est Edita Marija od Križ.

## Biographie

### Carrière d'actrice
Elle commence des études de peinture à Split qu'elle interrompt et s'inscrit à des études de théâtre à l'Académie d'art dramatique de Zagreb. 
Elle obtient son premier grand rôle dans la pièce de théâtre Salomé mise en scène par Nenni Delmestra. 
Elle est primée au Festival du film de Pula en 1999. Elle reçoit un Golden Arena pour son second rôle dans le film Wish I Were a Shark (en) réalisé par Ognjen Sviličić (en). Elle a reçu le prestigieux prix du Théâtre croate de la meilleure jeune actrice pour le rôle de Rebecca dans la pièce à succès Gorki, gorki mjesec. Pour le rôle de Susie Schwartz dans le cabaret Black Cat elle est récompensée au Festival international des Petites scènes à Rijeka et aux Journées de la satire au Théâtre satirique Kerempuh de Zagreb. Elle reçoit le prix Fabijan Šovagović au Festival de Vinkovci en 2002.

### Vie monacale
Vers la fin avril 2004, elle se rend au monastère Saint-Joseph dans la ville espagnole d'Ávila où elle devient carmélite. Le monastère du XVIe siècle a été fondé par Sainte Thérèse d'Avila, carmélite et mystique espagnole.

## Filmographie

### Télévision
- 2000 : Veliki odmor : Heni Krstulović

### Cinéma
- 1999 : Da mi je biti morski pas (en) : Lili
- 1997 : The Makers : Jessica
- 1995 : Putovanje tamnom polutkom : Tina
- 1993 : Nice Party